# 北区立中央図書館
北区立中央図書館（きたくりつちゅうおうとしょかん）は、東京都北区十条台一丁目2番5号にある公共図書館。2008年3月以前は北区王子（現在は建物が解体）にあったが、十条台の東京都北区立中央公園内の赤レンガ倉庫（1919年築、旧陸上自衛隊十条駐屯地275号棟）を改装・増築して2008年6月28日に移転・リニューアルオープンした。

## 概要
- 開館時間
  - 平日・土曜日 - 9:00 - 20:00
  - 日曜日・祝日 - 9:00 - 17:00
- 休館日
  - 第1、3、5月曜日
  - 年末年始　館内整理日
- 蔵書数（2024年3月31日現在）[2]
  - 一般書 - 364,401
  - 児童書 - 68,705
  - 北区共通 - 340
  - CD - 13,839
  - CD（北区共通） - 29,101
  - 外国図書 - 8,703
  - 新聞 - 41
  - 雑誌 - 329
- 座席数（2024年4月1日時点）
  - 526

## 生まれ変わった旧軍需施設
もとは大日本帝国陸軍が使用していた東京砲兵工廠銃砲製造の敷地に、北区中央図書館(赤レンガ図書館)は建っている。赤レンガ棟は大正8年に建てられた弾丸を製造する工場である。
日本陸軍の軍需施設が、長い年月を経て、レンガ倉庫部分に加え建物を新設し、北区中央図書館(赤レンガ図書館)として開館したのである。
館内に立ち並ぶ錆びついた柱も、工場時代に建屋を支えていた鉄骨ラチス(LATTICE)構造の柱である。工場で使われていた柱はすべて官営八幡製鉄所製であり、そこには「SEITETSUSHO. YAWATA」の刻印がはっきりと表記されているのが認められる。
施設の紹介

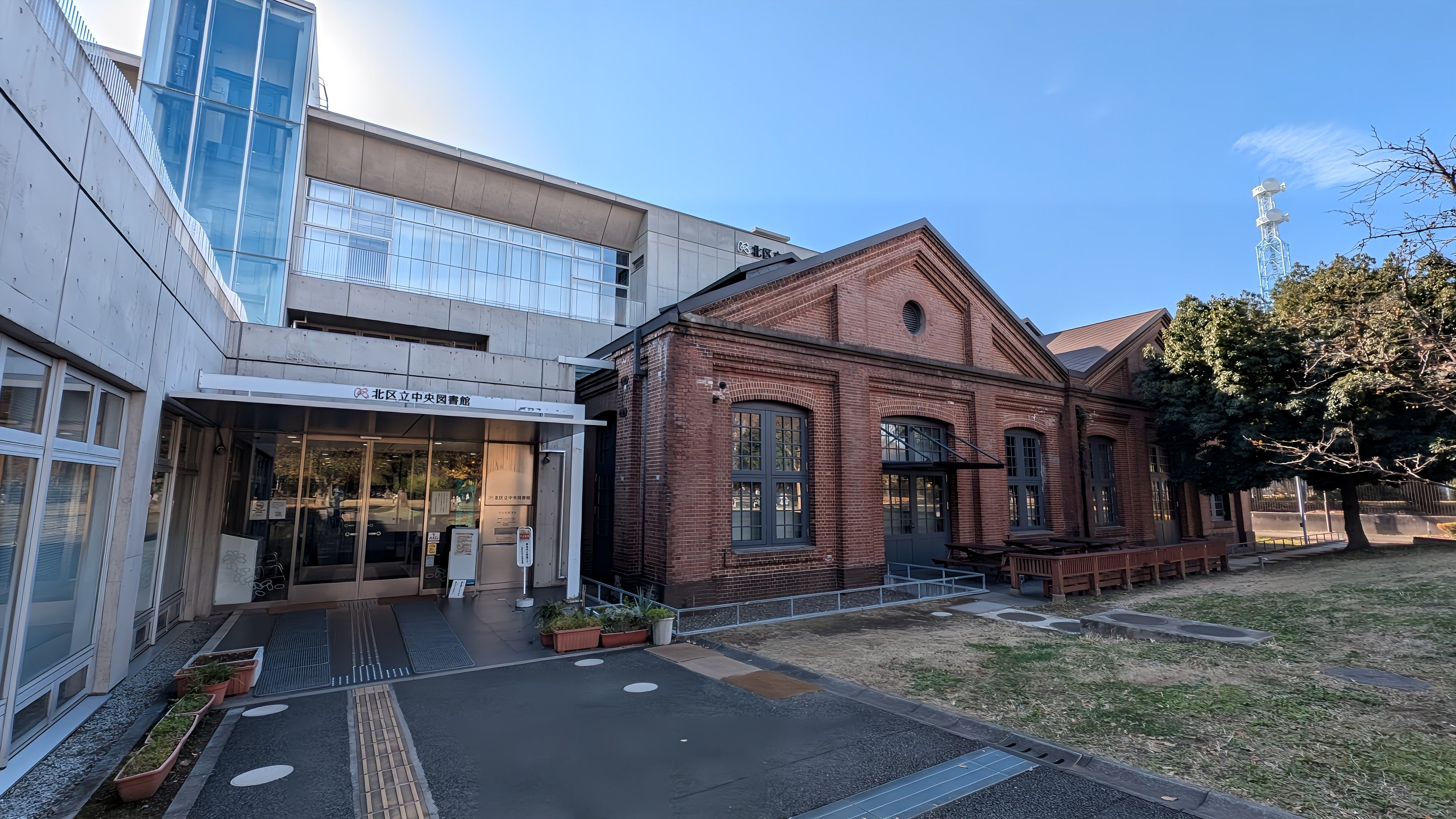
図書館入り口(北口)
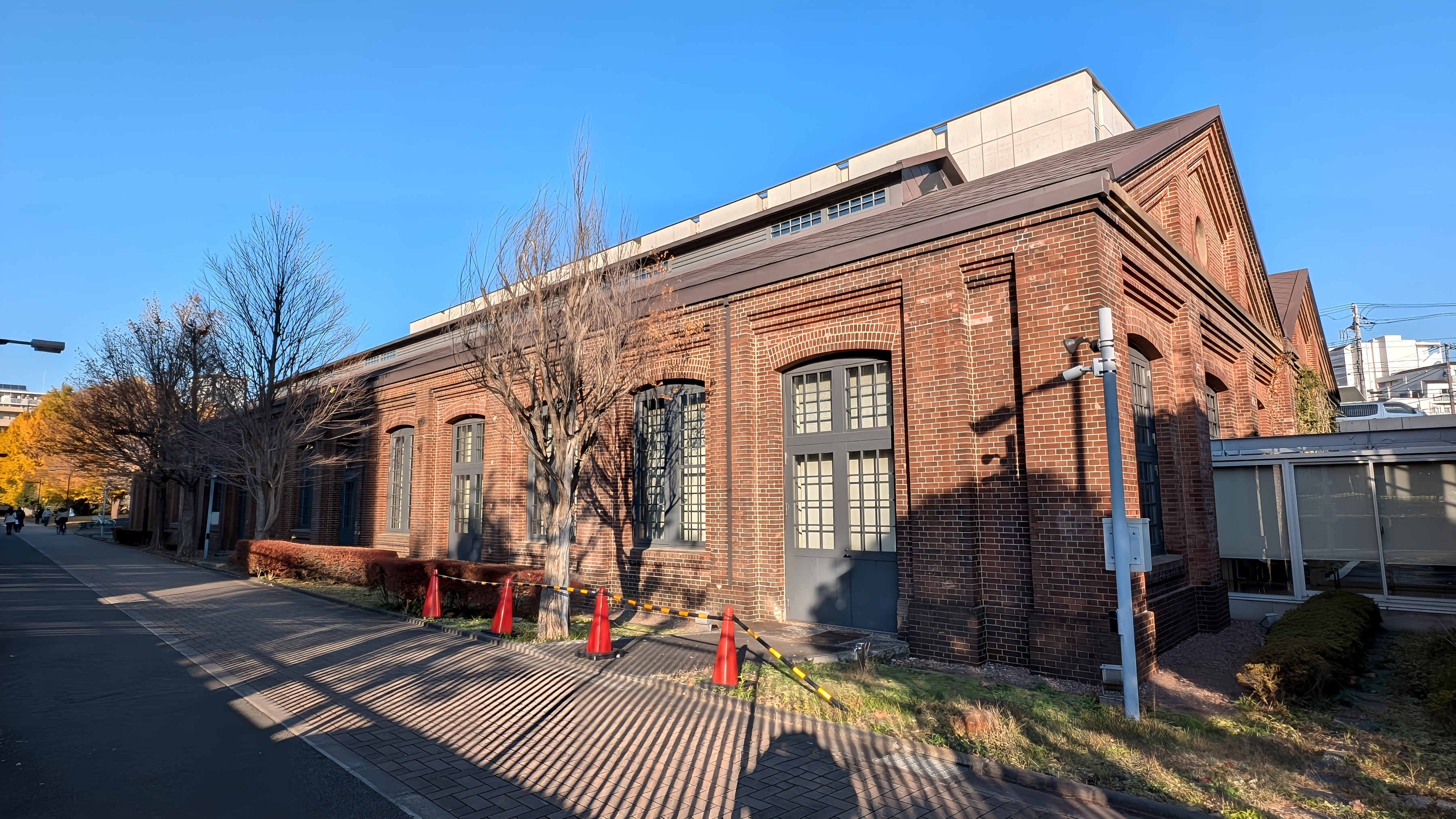
赤レンガ図書館西側
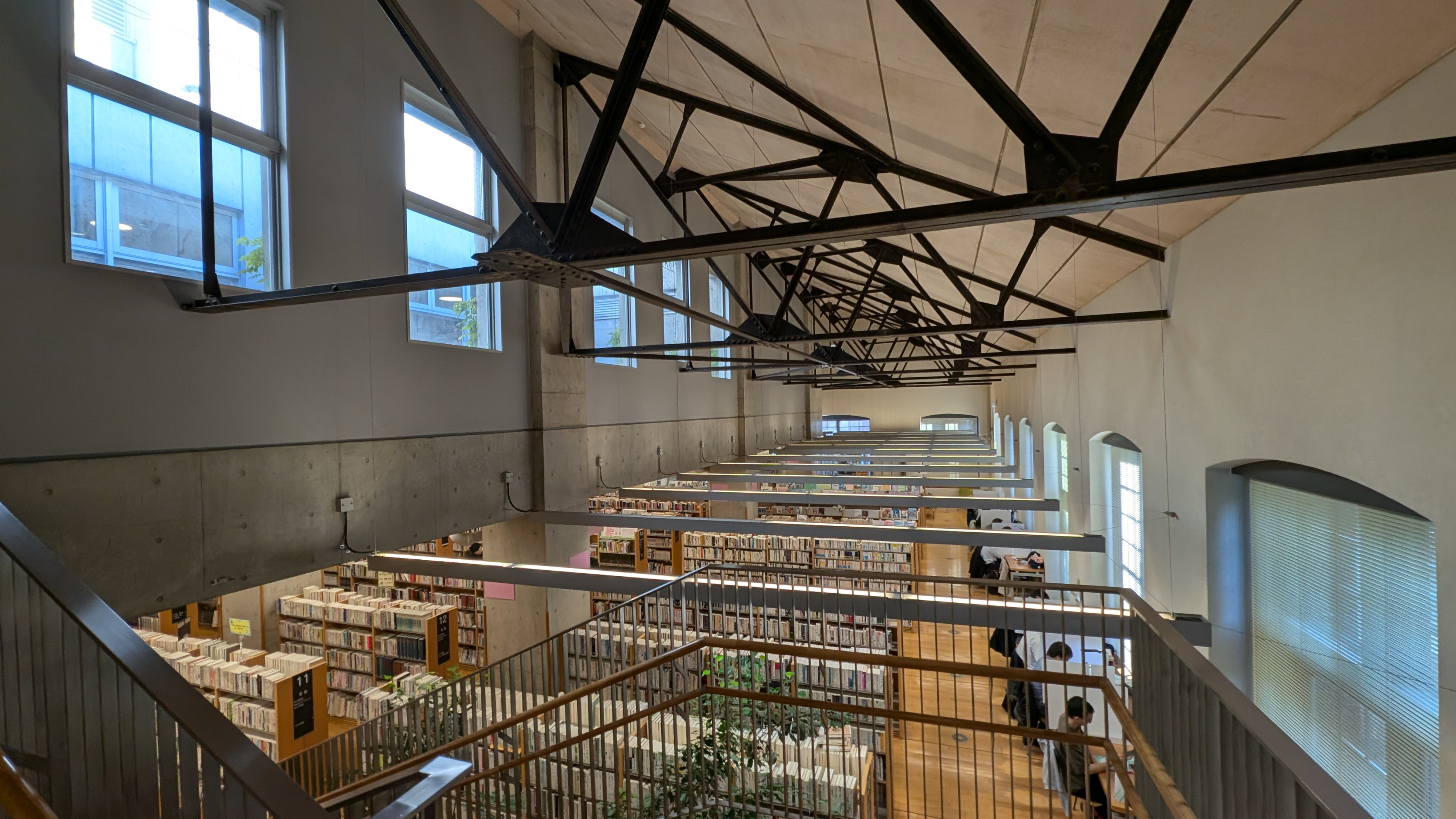
鉄骨トラス
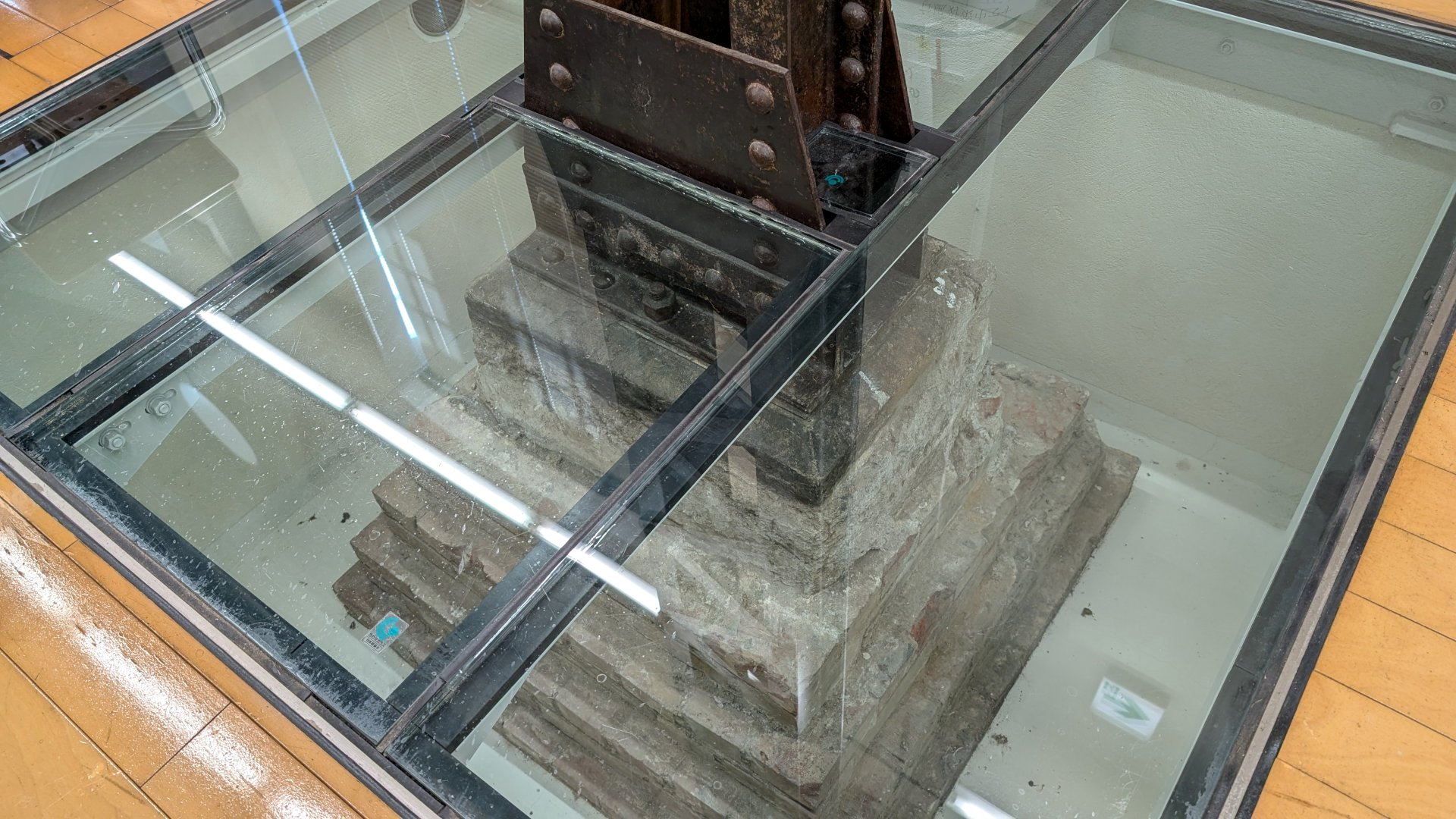
リベット打ちの鉄骨支柱

## 魅力ある空間設計
「レンガ」という近代の素材と現代的な「コンクリート打ち放しとガラス」を組み合わせ、レンガ倉庫部分と新設した建物とが調和した設計によりグッドデザイン賞を受賞するに至っている。
建築を学ぶ学生などがその建築技術を見学に訪れるとのこと。
自然光の取り入れにも配慮し、また建物の壁を植物で覆う壁面緑化にも取り組んでおり、来館者がリラックスできる居心地の良い空間を創造した。
館内は、ユニバーサルデザインやバリアフリーを取り入れられており、使いやすさにも配慮が行き届いている。
例えば、段差のないワンフロアなので、ベビーカーや高齢の方にも安心であり、1階のメインの通路は車イス同士、その他の通路でも立っている人と車イスがすれ違えるだけの余裕を設けている。
他にも、閲覧席の机や椅子は様々な材質や種類のものが用意され、施設内で利用する什器もニーズによっての使い分けできるように心配りがなされている。
館内の様子

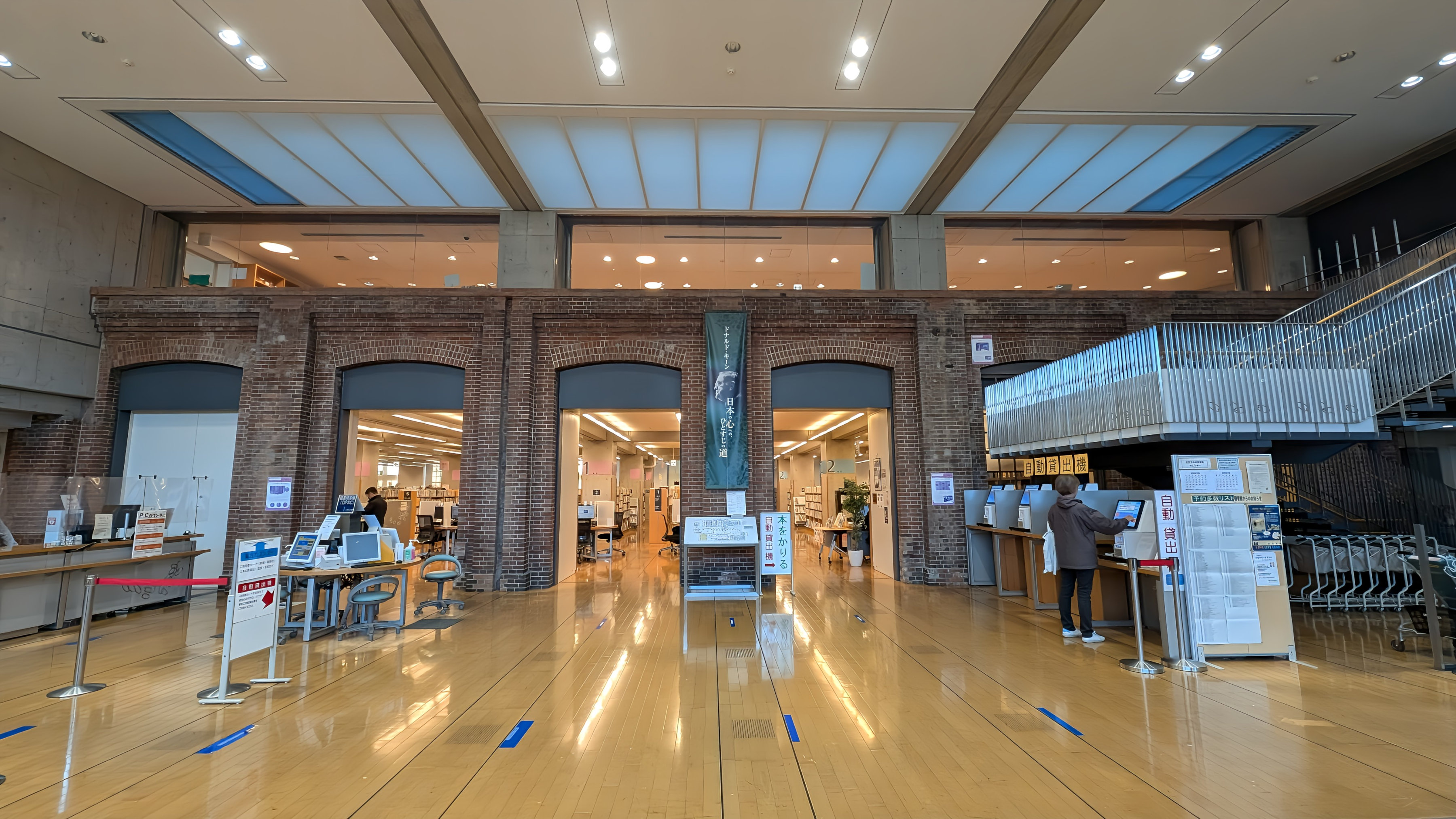
外壁の一部を館内に取り込んだ設計
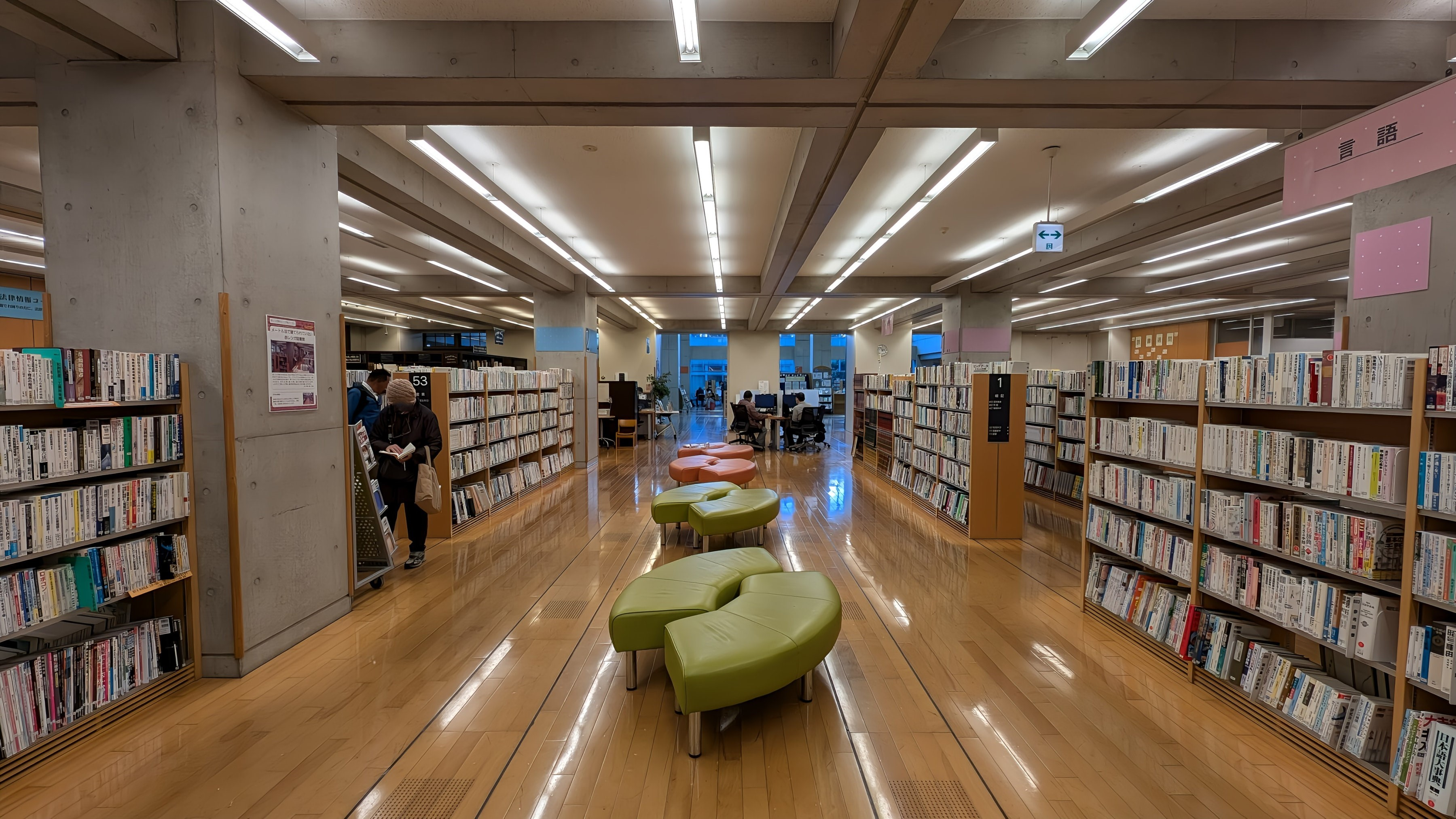
一般書架の様子
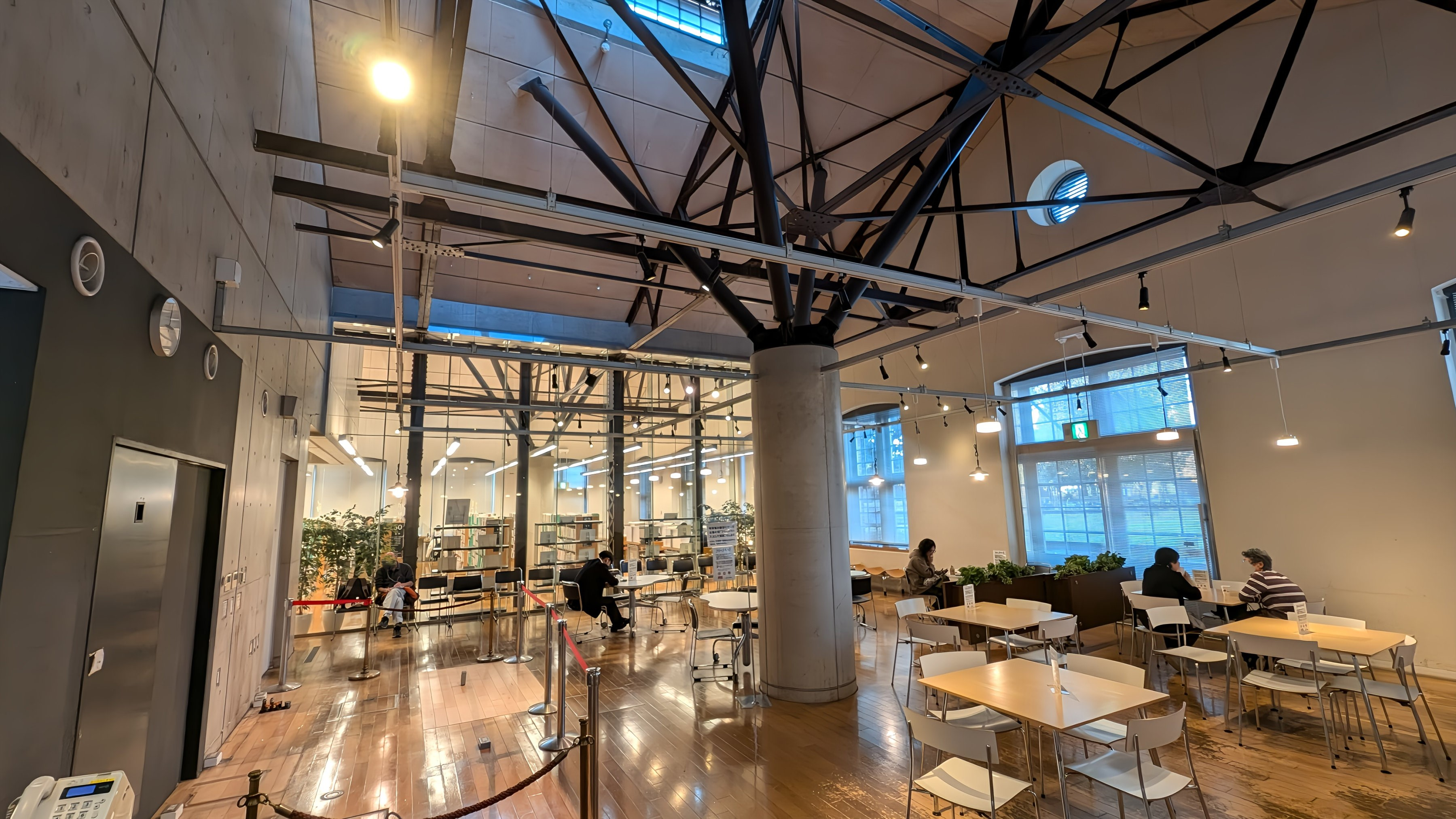
喫茶室(カフェが隣接する)

## 受託管理する文化財
- 有形文化財（北区指定文化財 ）[6]
  - 豊嶋村武藤家文書　附　複写資料
  - 平塚神社文書
  - 浮間村黒田家文書
  - 王子村真壁家文書
  - 王子村大岡家文書　附　典籍・絵画
  - 高木助一郎日記
- 有形文化財（北区台帳登載文化財）
  - 王子村大字豊島渡船場資料　附　箱１合
  - 浮間村立石（邦）家文書

## 受賞歴
- グッドデザイン賞（2009年度）[7]
- 日本図書館協会建築賞（2011年）